# コリン・キャンベル (初代クライド男爵)
初代クライド男爵コリン・キャンベル (英語: Colin Campbell, 1st Baron Clyde, GCB, KCSI, 1792年10月20日 – 1863年8月14日)は、イギリスの軍人。最終階級は陸軍元帥。半島戦争や米英戦争で従軍した後、アヘン戦争で第98歩兵連隊を、第二次シク戦争では一個旅団を指揮した。クリミア戦争中のアルマの戦いではハイランド旅団を率い、バラクラヴァの戦いではいわゆる「ハイランダーズのシン・レッド・ライン」を敢行してロシア軍の突撃を撃退した。インド大反乱では初期からインド駐在軍総司令官として活躍し、乱の鎮圧や、その後のイギリス東インド会社のヨーロッパ人兵による暴動の鎮圧でも大きな功績をあげた。

## 前半生
コリン・キャンベルは、グラスゴーの箪笥職人ジョン・マクリバーとアグネス・マクリバー（旧姓キャンベル）の間に生まれた4人の子の中の長男だった。出生名はコリン・マクリバー（英語: Colin Macliver)である。幼少期に、母と双子の妹の一人が死んだ。また唯一の弟は、後に半島戦争で戦死している。コリンはグラスゴー文法学校で学んだ後、叔父のジョン・キャンベル少佐に引き取られ、ゴスポートの王立陸海軍アカデミーに入れられた。
よく知られた逸話によれば、コリンがマクリバーからキャンベルに改姓したのは1808年にロイヤル・ノーフォーク連隊へ少尉として入隊した時で、叔父が彼をヨーク公に「コリン・キャンベル」として紹介し、その名で軍に登録させたからだという。この話は、クリミア戦争の頃に初めて公表されたものである。もともとメディアの間ではコリンが改姓した事情に対する関心が強まっており、実は彼はジョン・キャンベルの非嫡出子なのではないかという噂すら流れていた。これを打ち消すべく、コリンの従兄弟でジャーナリストだったピーター・マクリバーが、コリンとヨーク公の逸話を創作したのである。実際には、一少尉が最高司令官であるヨーク公と面会するなどということは考え難いし、コリンは任命時にヨーク公のいるロンドンではなくワイト島にいた。しかも、当時第9歩兵連隊の大佐だったロバート・ブラウンリッグがコリンの任命前にヨーク公に送った書簡では、この15歳の若者が「コリン・キャンベル殿」と書かれていた。つまり、官報公告前にすでにコリンが改姓していたことは明らかである。

## 軍歴

### 下士官として
1808年5月26日、コリン・キャンベルはロイヤル・ノーフォーク連隊に少尉として配属された。初陣は半島戦争における1808年8月21日のヴィメイロの戦い で、この戦いにおけるイギリス軍の指揮官はアーサー・ウェルズリー将軍（後のウェリントン公爵）だった。戦闘に勝利した後、キャンベルの属する大隊はポルトガルに駐留し、ジョン・ムーアに従いスペインに侵攻したものの、コルーニャへ後退した。大隊はコルーニャの戦いの戦闘には参加しなかったものの、予備戦力として待機していた。キャンベルは1809年7月15日に中尉に昇進し、8月にワルヘレン作戦に参加したものの、このオランダでの上陸作戦は大失敗に終わった。この時、キャンベルは「ワルヘレン熱」（マラリア）に感染している。
1810年、キャンベルはジブラルタルに配属され、1811年5月のバッロサの戦いでは上級将校として他の戦闘不能になった同僚に代わり第9歩兵側防中隊を率いて戦った。この時の勇敢な戦いぶりが、トマス・グラハム将軍の目に留まった。彼の指揮下の大隊の軽中隊で、キャンベルは1813年6月のビトリアの戦いやサン・セバスティアン包囲戦に参加した。この包囲戦では、キャンベルは7月25日の最初の総攻撃の際に決死隊を率いて突撃し、2度負傷した。10月のビダソアの戦いでは第9軽中隊を率いて戦い、3度目の負傷をした。1813年11月3日、キャンベルは大尉に昇進し、第60ロイヤル・アメリカン連隊に配属された。ノバスコシアのハリファックスに派遣されたものの、米英戦争に参加するには遅すぎ、傷を癒すためもあってすぐにヨーロッパに戻された。ワーテルローの戦いでナポレオン戦争が終結した後、イギリス軍では軍縮の為にロイヤル・アメリカン連隊の諸大隊を大幅に削減することになった。半額減給になるのを避けるべく、キャンベルは1818年11月26日に第21ロイヤル・ノース・ブリティッシュ・フュージリアーズ歩兵連隊へ移籍した。この連隊は、まずバルバドスへ、次いでデメララへ派遣された。ここでキャンベルは、デメララ総督の副官となった。デメララでは1823年8月に奴隷反乱が起き鎮圧されたが、この時のキャンベルの動静ははっきりわかっていない。司令官のリーヒー中佐は奴隷鎮圧作戦の参加者としてキャンベルの名を記録していない。一方で、反乱扇動者とみなされたジョン・スミス牧師に死刑を宣告した軍法会議には出席している。1825年11月26日、キャンベルは少佐の地位を購入した。

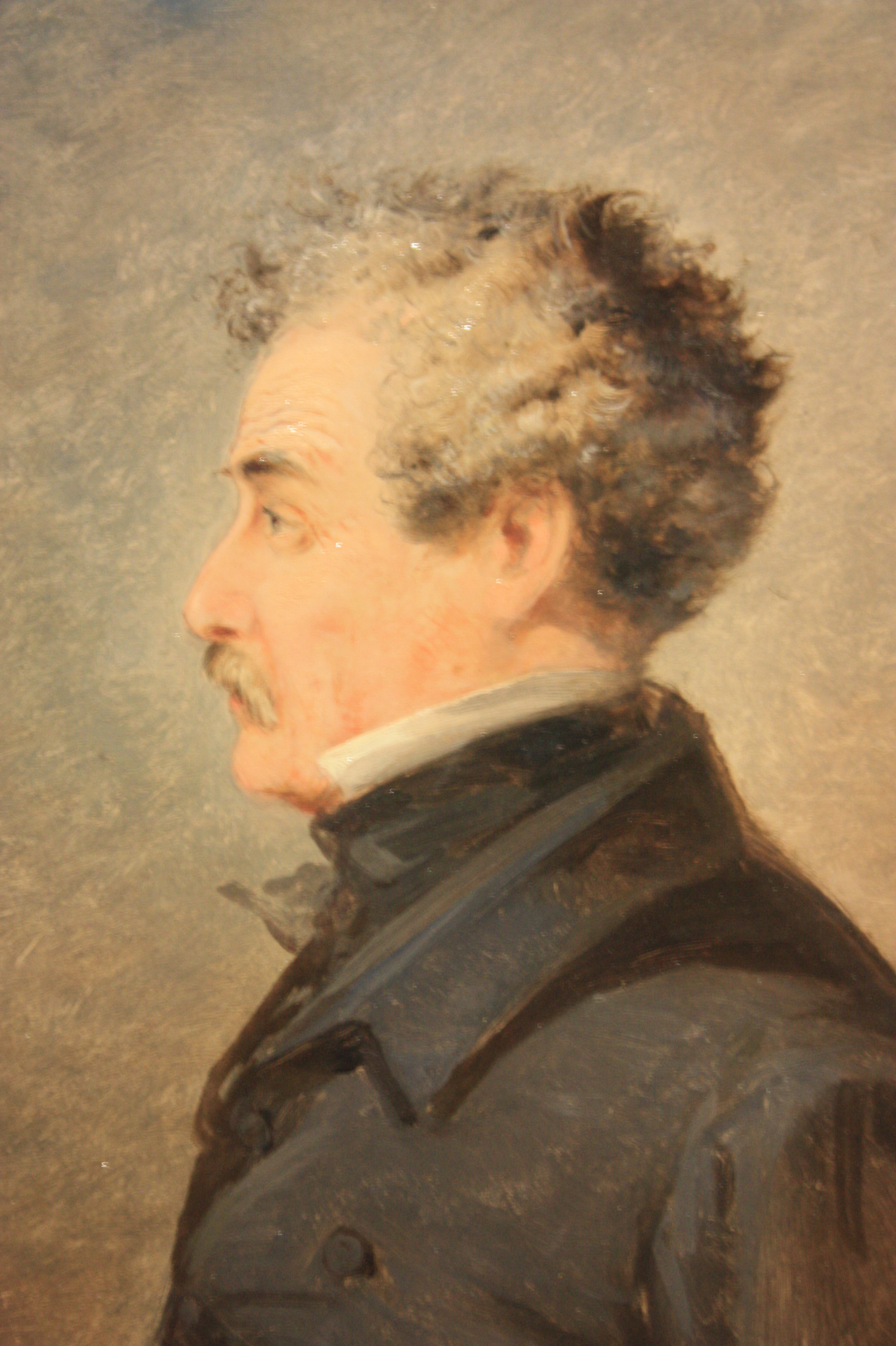
コリン・キャンベル（トーマス・ジョーンズ・バーカー（英語版）画、1860年）
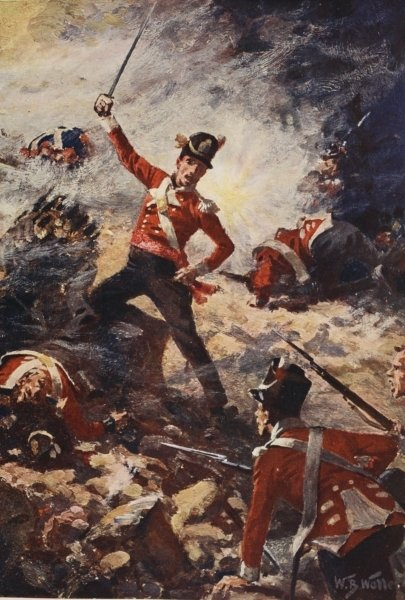
1813年のサン・セバスティアン包囲戦で決死隊を率い突撃するキャンベル
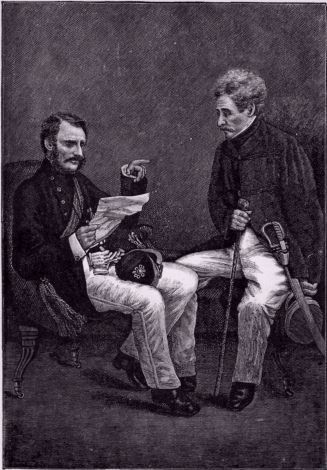
コリン・キャンベル（右）と初代サンドハースト男爵ウィリアム・マンスフィールド（英語版）

### 上級将校として
キャンベルと彼の連隊はイングランドへ帰国し、1828年にアイルランドに駐留した。1830年代後半、彼らはアイルランド人の不服従運動、いわゆる十分の一戦争に対処するための警察任務に投入された。1832年10月26日、キャンベルは特定部隊が付随しない中佐の地位を買い取り、1835年5月8日には第9歩兵連隊の指揮官となったが、すぐ6月19日に転属され、第98歩兵連隊の指揮官となった。1842年7月、キャンベルはこの連隊を率いてアヘン戦争中の鎮江の戦いに参加した。1842年12月23日、キャンベルは大佐に昇進し、同年末に香港の司令官に就任した。また同じく1842年12月23日にはヴィクトリア女王の副官に任命され、24日にバス騎士団コンパニオン章を受章した。
1847年、キャンベルはインドのラホールで一個旅団を指揮する権限を与えられた。第二次シク戦争が勃発すると、1848年11月のラムナガルの戦いではこの旅団を率いて戦い、1849年1月のチリアンワラの戦いや、2月の戦争の趨勢を決したグジラートの戦いでは一個師団を指揮した。1849年6月5日、キャンベルはナイト・コマンダー章を受章した。ラーワルピンディーで現地兵の暴動を鎮圧した後、キャンベルはペシャワールへ移った。インド総督ダルハウジー侯は、パシュトゥーン人に対するより苛烈な懲罰遠征の実施をキャンベルに依頼した。しかしダルハウジー侯がキャンベルにスワート渓谷侵略を依頼するに至って、キャンベルは嫌気がさして辞任した。
1854年には、キャンベルは第67歩兵連隊、次いで第93歩兵連隊の指揮官に任じられた。

### クリミア戦争
1854年前半、クリミア戦争が勃発して間もなく、キャンベルはハイランド旅団の指揮を任された。2月24日に名誉准将、6月20日に少将に昇進した。ハイランド旅団は9月のアルマの戦いで傑出した働きを見せた。10月のバラクラヴァの戦いでは、キャンベルはわずか2列の横隊、いわゆる「ハイランダーズのシン・レッド・ライン」で、友軍のオスマン帝国軍を突破して突撃してきたロシア騎兵の大軍を撃退した。1855年1月23日には、ローカルランクとして中将に昇進し、7月5日にはナイト・グランド・クロス章を受章した。イングランドに帰国するケンブリッジ公に代わって第一歩兵師団の司令官となり、セヴァストポリ要塞包囲戦中の9月に起きた大凸角堡の戦いでもこの師団の指揮を執った。1855年12月28日にはローカルランクとして大将に昇進し、1856年6月4日には名実ともに中将に昇進した。キャンベルはクリミアにおける総司令官の地位を望んで戦場にとどまり続けたが、ウィリアム・コドリントンにその地位をさらわれると、怒ってイングランドへ帰国した。そこでアルバート王配がクリミアのイギリス軍を二軍団に分割することを提案し、キャンベルはその一方の指揮権を与えられることになった。パンミューア卿の要請をうけてヴィクトリア女王がキャンベルに片割れの軍団の指揮を執るよう求め、キャンベルはこれに同意した。しかしキャンベルがクリミアに戻ったころには、戦争は事実上終結していた。1856年7月から9月にかけて、キャンベルは南東軍管区の司令官を務めた。クリミア戦争での功績により、8月11日にサルディーニャ王国の聖マウリッツォ・ラザロ大十字章を、1858年3月2日にオスマン帝国のメディジディー勲章第1等章を受章した。また1858年6月9日には、イギリス東インド会社取締役会が、キャンベルに毎年2,000ポンドの終身年金を給付することを決定した。1857年6月24日にはオックスフォード大学よりD.C.L.の名誉学位を授与された。

### インド総司令官

1857年11月の第一次ラクナウ包囲戦で、第93ハイランダーズ連隊と第4パンジャーブ連隊により2000人の反乱軍が殺害された直後のSikandar Bagh。フェリーチェ・ベアトによる鶏卵紙写真（1858年）

インド大反乱が勃発して間もない1857年7月11日、イギリス首相のパーマストン子爵は、キャンベルに全インドのイギリス軍の指揮を執るよう要請した。同日にインドにおける大将のローカルランクを与えられたキャンベルは 、翌日にイングランドを出立し、8月にカルカッタに到着した。11月にはラクナウで包囲されていた友軍を救出、撤退させることに成功し（第一次ラクナウ包囲戦）、12月には第二次カウンポールの戦いで反乱指導者の一人ターンティヤー・トーペーに決定的勝利をおさめ、1858年3月にはラクナウを再制圧 した。5月14日には名実ともに大将に昇進し、8月3日に叙爵を受けて連合王国貴族であるスコットランドにおけるクライズデールのクライド男爵となり、貴族に列した。1858年秋、東インド会社のヨーロッパ人兵が給料未払いのために暴動を起こすと、キャンベルはイギリス兵を動かして綱紀粛正に努め、イギリス本国の内閣がいくらか譲歩するまでの間をつないだ。キャンベルはインドであらゆる反乱の芽が根絶されるまで司令官としての任に当たり続け、1860年6月にイングランドへ帰国した。

## 晩年

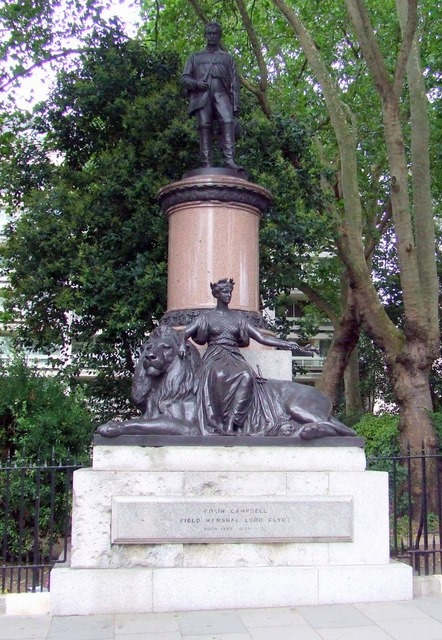
クライド卿像（ロンドン・ウォータールー広場）

イギリスで引退したキャンベルは、ロンドンのバークレー・スクエア10番地に居を構えた。1862年11月9日、陸軍元帥に昇進した。翌1863年8月14日にチャタムで死去し、ウェストミンスター寺院に埋葬された。彼の墓碑銘はトーマス・ガフィンが刻銘した。
1867年、ロンドンのウォータールー広場に、カルロ・マロケッティ作のキャンベルの銅像が建てられた。1868年には、グラスゴーのジョージ・スクエアにもジョン・ヘンリー・フォーリーの手によるキャンベルの銅像が建てられた。

## 家族
キャンベルは1度も結婚せず、養子もとらなかった。

## 関連文献

### 書籍
- Anonymous (1858). Narrative of the Indian Revolt from Its Outbreak to the Capture of Lucknow by Sir Colin Campbell (英語). George Vickers.
- Campbell, Colin (1851). Memorandum of the Part Taken by the Third Division of the Army of the Punjaub at the Battle of Chillianwala (英語). Ridgway.
- Chisholm, Hugh, ed. (1911). “Clyde, Colin Campbell, Baron” . Encyclopædia Britannica (英語). Vol. 6 (11th ed.). Cambridge University Press. pp. 571–572.
- Cokayne, George Edward; Gibbs, Vicary; Doubleday, Herbert Arthur, eds. (1913). Complete peerage of England, Scotland, Ireland, Great Britain and the United Kingdom, extant, extinct or dormant (Canonteign to Cutts) (英語). Vol. 3 (2nd ed.). London: The St. Catherine Press, Ltd. pp. 336–337.
- Shadwell, Lawrence (1881). The Life of Colin Campbell, Lord Clyde (英語). Blackwood.
- Stephens, Henry Morse (1886). “Campbell, Colin (1792-1863)” . In Stephen, Leslie (ed.). Dictionary of National Biography (英語). Vol. 8. London: Smith, Elder & Co. pp. 351–354.
- Wood, James, ed. (1907). “Campbell, Sir Colin, Lord Clyde” . The Nuttall Encyclopædia (英語). London and New York: Frederick Warne.

### 記事
- Greenwood, Adrian [英語版] (2015). “Sir Colin Campbell: Victoria's Scottish Lion”. Durbar (英語). Indian Military Historical Society.
- Greenwood, Adrian (2015). “Sir Colin Campbell: The General Who Hated the Victoria Cross”. Soldiers of the Queen (英語). Victorian Military Society.
- Greenwood, Adrian (2015), Scotland's Forgotten Field Marshal (英語), Celebrate Scotland
- Greenwood, Adrian (2015). “Sir Colin Campbell: Command Denied”. The War Correspondent (英語). Crimean War Research Society.